# Fritz Johne

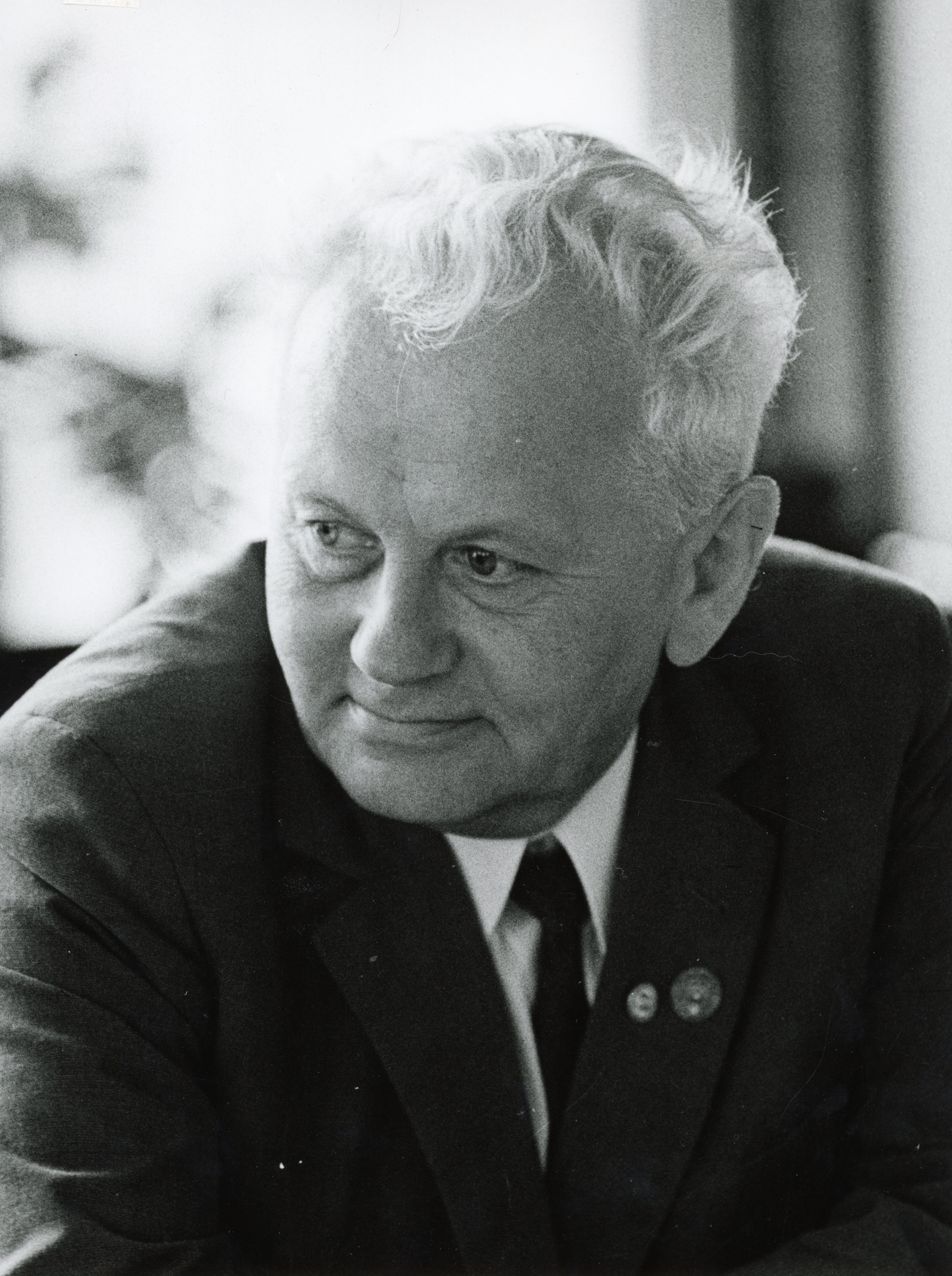
Fritz Johne

Friedrich „Fritz“ Johne (* 14. Juni 1911 in Ketten, Böhmen; † 14. September 1989 in Dresden) war ein Generalmajor der Kasernierten Volkspolizei und der erste Botschafter der Deutschen Demokratischen Republik auf Kuba.

## Leben

### Jugend in der Tschechoslowakei
Johne war Sohn eines Tischlers. Er besuchte die Volksschule, anschließend die Bürgerschule und machte von 1926 bis 1929 eine kaufmännische Lehre. Bis August 1931 war Johne kaufmännischer Angestellter. Er trat dem tschechoslowakischen kommunistischen Jugendverband Socialistický svaz mládeže bei, wurde wegen antimilitaristischer Propaganda zu einer Haftstrafe verurteilt, verbüßte diese und erhielt als Vorbestrafter danach keine Anstellung. Bis er 1933 eine Anstellung in der Fleischerei einer Genossenschaft fand, war er arbeitslos. Von 1933 bis 1935 leistete Fritz Johne seinen Wehrdienst als Gefreiter in einem Dragonerregiment der Československá armáda ab. Von 1935 bis 1936 war Johne Angestellter bzw. Kassierer im Arbeiterkonsumverein in Kratzau bei Reichenberg 1936 wurde er Mitglied der KPTsch und unterstützte Emigranten aus dem Deutschen Reich.

### Spanienkämpfer und Internierung
Im August 1937 ging Johne in die Zweite Spanische Republik. Er kämpfte anfangs im Bataillon Georgi Dimitrow und ab März 1938 im 3. Bataillon Tomáš Garrigue Masaryk der Internationalen Brigaden. Vom Oktober 1938 bis Februar 1939 war er Politoffizier im 3. Bataillon „T. G. Masaryk“. Nach dem Sieg Francos 1939 begab sich Johne mit weiteren internationalen Brigadisten nach Frankreich, wo sie interniert wurden. Das Camp d’internement bei Saint-Cyprien wurde aus »raisons sanitaires« geschlossen und die Internierten am 19. Dezember 1940 in das Camp de Gurs gebracht. Später wurde Johne in das Camp d’Agde und in das Internierungslager Le Vernet verlegt. 1944 lieferte ihn das Vichy-Regime an die Behörden des Deutschen Reichs aus. Über elf Haftanstalten des Deutschen Reichs kam er in das KZ Sachsenhausen. Er wurde am 21. April 1945 auf den Todesmarsch der Häftlinge von Sachsenhausen gezwungen und am 2. Mai 1945 durch die Rote Armee befreit.

### Nach 1945
Im Laufe des Jahres 1945 kehrte Johne nach Liberec zurück, fand in einer Rechtsanwaltskanzlei eine Anstellung und hatte 1945/46 Funktionen in der KPTsch-Kreisleitung inne. Ihm wurde angeboten, entweder die tschechoslowakische Staatsbürgerschaft anzunehmen oder ausgesiedelt zu werden, woraufhin er eine freiwillige Aussiedlung deutschböhmischer Antifaschisten in die Sowjetische Besatzungszone mitorganisierte. Seine Familie wurde 1946 nach Pirna in die damalige SBZ umgesiedelt. Johne trat 1947 der SED bei und wurde Jugendsekretär des SED-Landesvorstandes Sachsen-Anhalt in Halle. Im August 1948 wurde Johne Angehöriger der Deutschen Volkspolizei und als VP-Inspekteur Polit-Kultur-Leiter der VP-Landesbehörde Sachsen-Anhalt. Nach einem Sonderlehrgang in der Sowjetunion 1949/50 wurde er im Oktober 1950 Leiter der Abteilung Ausbildung beim Stab der Hauptverwaltung Ausbildung. Er wurde am 1. Oktober 1952 zum Generalmajor der Kasernierten Volkspolizei ernannt und war von 1952 bis 1954 Stellvertreter des Chefs der KVP für Lehranstalten. 
Ab 1954 war Johne Chef der Territorialverwaltung Süd der KVP und ab März 1956 Chef des Militärbezirks III der Nationalen Volksarmee in Leipzig. In den Jahren von 1957 bis 1959 wurde er erneut in der UdSSR und zwar an der Frunse-Militärakademie fortgebildet. Dort erhielt er den Grad eines Diplom-Militärwissenschaftlers. Vom 1. Oktober 1959 bis zum 31. Mai 1963 kommandierte er die Anfang Januar 1958 gegründete Militärakademie der NVA „Friedrich Engels“ in Dresden als Nachfolger von Heinrich Dollwetzel.

### Botschafter
Im Jahr 1963 schied Johne aus dem aktiven Dienst der NVA aus und war von 1963 bis 1967 erster Botschafter der DDR in Kuba als Nachfolger von Karl Lösch, dem bisherigen Leiter der Mission. Danach wurde Johne Mitglied der Zentralleitung des Komitees der Antifaschistischen Widerstandskämpfer. Im 60. Lebensjahr wurde Johne 1971 in den Ruhestand versetzt. Danach war er zwischen 1974 und 1989 Vorsitzender des Bezirks-Komitees Dresden der Antifaschistischen Widerstandskämpfer der DDR.

## Auszeichnungen
- 1954 und 1961 Vaterländischer Verdienstorden in Silber
- 1976 Vaterländischer Verdienstorden in Gold
- 1986 Karl-Marx-Orden
- Ehrenspange zum Vaterländischer Verdienstorden in Gold
- Kampforden „Für Verdienste um Volk und Vaterland“ in Gold